# Microsoft Lumia 950
Lumia 950 XL (kódovým označením Talkman) je chytrý telefon společnosti Microsoft, který byl uveden 6. října 2015. Operačním systémem je Windows 10 Mobile. Hlavní funkcí telefonu je funkce Continuum a integrace Microsoft aplikací. Jedná se o poslední vlajkovou loď společnosti Microsoft v řadě Microsoft Lumia. Nástupce Lumia 960 nebyl uveden na trh, kvůli nízkému počtu prodaných zařízení. V obdobné konfiguraci se prodával také větší model Lumia 950 XL.

## Software
V zařízení je nainstalován Windows 10 Mobile, který podporuje funkci Continuum. Ta po připojení Display docku a periferií umožní desktopový režim Windows 10.

## Hardware
V zařízení je nainstalována 3 GB paměť RAM. Procesor je SoC Qualcomm Snapdragon 808 (1.82 GHz dual-core Cortex-A57 + 1.44 GHz quad-core Cortex-A53), grafická karta je Adreno 418. Úložiště je 32 GB, rozšiřitelné paměťovými kartami do 200 GB. Nabíjení a přenos dat zajišťuje USB-C.